# جو غارلاند
جو غارلاند (بالإنجليزية: Joe Garland)‏ هو عازف جاز أمريكي، ولد في 15 أغسطس 1903 في نورفولك في الولايات المتحدة، وتوفي في 21 أبريل 1977 في تينيك (نيوجيرسي) في الولايات المتحدة.

## وصلات خارجية
- جو غارلاند على موقع IMDb (الإنجليزية)
- جو غارلاند على موقع ميوزك برينز (الإنجليزية)
- جو غارلاند على موقع أول ميوزيك (الإنجليزية)
- جو غارلاند على موقع ديسكوغز (الإنجليزية)